# Christine Macel
Christine Macel, née le 13 février 1969, est une historienne de l’art et commissaire d'exposition française, conservatrice générale du patrimoine. Elle a été responsable du service Création contemporaine et prospective au sein du musée national d’Art moderne du Centre Pompidou ainsi que directrice artistique de la 57e Biennale de Venise en 2017. En 2022 elle est nommée Directrice des musées des Arts décoratifs et Directrice générale adjointe. Elle est aujourd'hui conseillère artistique et scientifique du musée des Arts Décoratifs à Paris.

## Biographie

### Jeunesse et formation
Christine Macel naît en 1969 à Paris. Son père est architecte et sa mère historienne. En 1977, âgée de 8 ans, elle assiste à l’ouverture du Centre Pompidou. Après un passage en classe préparatoire littéraire, elle s’inscrit en histoire de l’art à l’université Paris-Sorbonne et à l’École du Louvre. À la suite de ses stages dans les musées de la ville de Marseille et au Guggenheim Museum de New York, elle réussit le concours des conservateurs du patrimoine territoriaux, puis celui des conservateurs nationaux, en 1994.

### Débuts
En 1995, elle est recrutée par Alfred Pacquement comme inspectrice à la Direction des arts plastiques au sein du ministère de la culture. Elle s’occupe de la diffusion des collections du Fonds national d’art contemporain dans les musées français et de la commande publique[réf. nécessaire]. En 1997, elle présente, à l’École des beaux-arts de Paris, l'exposition Transit, sélection d’œuvres des collections du Fonds national d’art contemporain créées par des artistes nés après 1960. Elle se voit ensuite confier la direction artistique du festival du Printemps de Cahors en 1999 et 2000. Elle y organise en 1999 les expositions ExtraETOrdinaire, puis en 2000 l'exposition Sensitive sur les frictions entre les sens et la pensée,,.

### Carrière au musée national d'Art moderne
En septembre 2000, elle rejoint le nouveau directeur du musée national d'Art moderne, Alfred Pacquement. Elle y crée le service Création contemporaine et prospective, devenant ainsi l'une des figures clés et l'une des têtes chercheuses du musée pour l’art contemporain et la prospection parmi les artistes vivants.
Elle est commissaire de nombreuses expositions collectives au sein du musée : Dionysiac (2005), Airs de Paris, mutations dans le ville et la vie urbaine (2007), Les Promesses du passé, l'art à l'Est de l'Europe (2010), Danser sa vie en 2011 en co-commissariat avec Emma Lavigne, Une Histoire - Art, architecture, design, des années 1980 à nos jours (2014) et Elles font l'abstraction (2021). Elle organise en parallèle de plusieurs monographies importantes, notamment celles de Raymond Hains, Nan Goldin, Sophie Calle, Philippe Parreno, Gabriel Orozco, Anri Sala, Franz West, Takesada Matsutani, Erika Verzutti et Jeremy Shaw. Elle fonde également l'espace 315, en y invitant de nombreux artistes comme Koo Jeong A, Jeppe Hein, Tobias Putrih, Damian Ortega ou encore Navid Nuur.

### Carrière internationale
En 2007, le projet de Christine Macel et l'artiste Eric Duyckaerts est choisi pour le Pavillon belge de la Biennale de Venise. Sur le même modèle, en 2013, elle est commissaire de l'exposition Anri Sala du Pavillon français. En 2016, elle est désignée directrice artistique de la Biennale de Venise de 2017, elle y présente l'exposition Viva Arte Viva. Elle est seule femme française à avoir été choisie pour ce poste, occupé, en 1995, par l'historien de l'art Jean Clair.
Parallèlement, Christine Macel a mené plusieurs projets d'expositions. En 2015, elle est commissaire de Nel Mezzo del Mezzo. Arte contemporanea nel Mediterraneo au musée Riso de Palerme et What We Call Love, from surrealism to today au musée irlandais d'Art moderne de Dublin. Elle a également été commissaire de Collected by Thea Westreich Wagner and Ethan Wagner avec Elisabeth Sussman au Whitney Museum de New York, présenté ensuite, en 2016, au Centre Pompidou.

### Carrière au musée des Arts Décoratifs
À la suite du départ d'Olivier Gabet, recruté par le musée du Louvre, elle devient, à l'automne 2022, directrice du musée des Arts Décoratifs de Paris,. Elle est depuis l’automne 2024 Conseillère scientifique et artistique auprès du Président des Arts décoratifs.

## Publications
Christine Macel est l'autrice de nombreux essais et catalogues. En 2008, elle publie un essai intitulé Le Temps pris, réédité en 2020 par Flammarion, autour de la notion de temps à l'œuvre et dans l'œuvre d'art. Elle a également collaboré à de nombreux magazines, dont Artforum, Flashart, Parachute, Art Press, Parkett et Les Cahiers du musée national d'Art moderne[réf. nécessaire].

## Décoration
- Officière de l'ordre des Arts et des Lettres. Elle est promue au grade d’officière de l'ordre des Arts et Lettres le 13 septembre 2016[22].